# 2021년 4월 죽음
다음은 2021년 4월에 사망한 저명한 인물 목록이다.
- 4월 1일
  - 스위스의 가수 파트리크 쥐베
  - 일본의 공학자 아카사키 이사무
  - 이스라엘의 고고학자 로버트 E. 쿨리
- 4월 2일 - 대한민국의 교육인 채현국
- 4월 3일
  - 캐나다의 경제학자 로버트 먼델
  - 일본의 영화배우 타무라 마사카즈
- 4월 4일
  - 대한민국의 바둑기사 김인
  - 일본의 각본가 하시다 스가코
- 4월 6일
  - 대한민국의 디자이너 권명광
  - 스위스의 로마 가톨릭 성직자 한스 큉
- 4월 9일
  - 그리스와 덴마크의 왕족 그리고 영국의 귀족 에든버러 공작 필립
  - 미국의 래퍼 DMX
- 4월 10일 - 대한민국의 정치인 서정화
- 4월 11일
  - 일본의 마술사 안성우
  - 일본의 영화배우 류 다이스케
- 4월 12일
  - 미국의 정치인 신호범
  - 중화인민공화국의 정치인 양슝
  - 영국의 정치인 셜리 윌리엄스
- 4월 13일 - 스위스의 첼로연주자 로코 필리피니
- 4월 14일
  - 미국의 금융기관단체인 버나드 메이도프
  - 터키의 정치인 이을드름 아크불루트
- 4월 16일
  - 헝가리의 영화배우 퇴뢰치크 머리
  - 잉글랜드의 영화배우 헬렌 매크로리
  - 오스트레일리아의 언어학자 대니얼 케인
- 4월 17일
  - 대한민국의 배우 김을분
  - 대한민국의 래퍼 이현배
- 4월 18일 - 터키의 군인 네즈데트 위루으
- 4월 19일
  - 대한민국의 공군참모총장 김상태
  - 인도의 언어학자 간잠 벵카타수바이아
  - 미국의 제42대 부통령 월터 먼데일
- 4월 20일 - 차드의 제8~13대 대통령 이드리스 데비
- 4월 21일 - 독일의 영화배우 토머스 프리취
- 4월 22일 - 대한민국의 정치인 강수원
- 4월 23일
  - 대한민국의 정치인 김용태
  - 중화인민공화국의 정치인 뤄칭취안
  - 이탈리아의 가수 밀바
- 4월 24일
  - 독일의 가수 크리스타 루트비히
  - 이스라엘의 패션디자이너 알베르 엘바즈
- 4월 25일
  - 대한민국의 언론인 이영희
  - 일본의 요리사 간다가와 도시로
- 4월 26일
  - 소련의 육상선수 타마라 프레스
  - 일본의 피아니스트 이즈미 히로타카
- 4월 27일
  - 대한민국의 가톨릭 추기경 정진석
  - 대한민국의 연극배우 천정하
- 4월 28일 - 미국의 우주비행사 마이클 콜린스
- 4월 29일
  - 미국의 기업인 앤 바이든스
  - 미국의 영화배우 조니 크로포드
- 4월 30일
  - 대한민국의 정치인 나원찬
  - 미국의 억만장자 엘리 브로드
  - 태국의 영화배우 컴 추안츤
  - 일본의 언론인 다치바나 다카시